# Phaeochoropsis palmicola
Phaeochoropsis palmicola är en svampart som först beskrevs av Frank Lincoln Stevens, och fick sitt nu gällande namn av K.D. Hyde & P.F. Cannon 1999. Phaeochoropsis palmicola ingår i släktet Phaeochoropsis och familjen Phaeochoraceae.   Inga underarter finns listade i Catalogue of Life.